# Греевци
Греевци е село в Северна България. То се намира в община Антоново, област Търговище.
Старото име на селото е Урум бей. Към 1934 г. селото има 43 жители. Населението му към 2011 г. е 24 души. Влиза в землището на село Свирчово.